# Анзянг
Анзя́нг (вьет. An Giang, МФА: ʔaːŋ jaːŋо файле, 安江省) — провинция Вьетнама, расположенная в дельте реки Меконг. С западной и северо-западной стороны граничит с Камбоджей, с юго-запада — с провинцией Кьензянг, с юга — с Кантхо, с востока — с Донгтхап. Площадь провинции — 3536,8 км², население — около 2 142 709 человек.

## Климат и положение

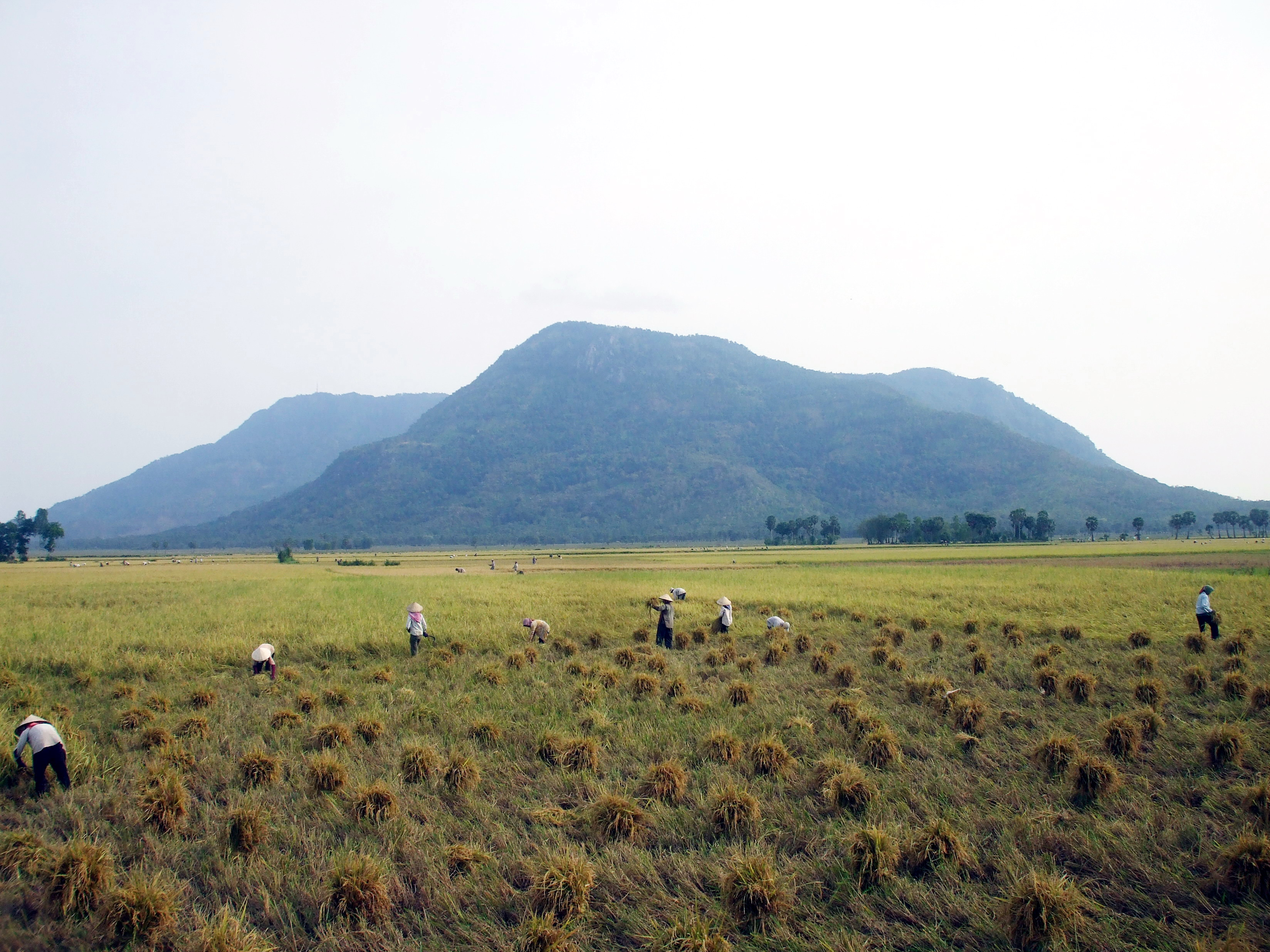
Пейзаж в уезде Тиньбьен

Климат в провинции Анзянг тропический муссонный с двумя ярко выраженными сезонами. Средняя температура — 27 °C. Сезон дождей, который приносит юго-западный муссон, дующий с Индийского океана, длится обычно с мая по ноябрь. Средняя облачность в сезон дождей равняется 6,9. 90 % от общего годового количества осадков приходится на сезон дождей. Средняя влажность воздуха в сезон дождей составляет 84 % (в некоторые месяцы влажность воздуха достигает отметки 90 %).
Сухой сезон в провинции Анзянг обычно приходится на период с декабря по апрель. В это время средняя облачность составляет 3,1. В апреле чаще всего регистрируется максимальная температура за весь год (обычно она колеблется в промежутке 36° — 38°). Средняя влажность в начале сухого сезона составляет 82 %, в середине — 78 %, в конце — 72 %.
Крайняя северная точка провинции — деревня Кханьан района Анфу — расположена на 10°57' северной широты; самая южная точка — деревня Тхоайзянг района Тхоайшон — на 10°12' северной широты; самая западная точка — деревня Виньзя района Читон — на 104°46' восточной долготы; самая восточная точка — деревня Биньфыоксуан района Тёмой — на 105°35' восточной долготы. Максимальное расстояние с севера на юг — 86 км; с востока на запад — 87,2 км.

## Природные ресурсы
Анзянг богата природными ресурсами. Земельные ресурсы: 44,5 % территории провинции — это аллювиальные почвы; щелочные аллювиальные почвы занимают 27,5 %, древние аллювиальные — 7,3 %. Минеральные ресурсы: гранит (7 млрд м³), песчаник (400 млн м³), глинозем (40 млн м³), каолин (2,5 млн тонн), торф (16,4 млн тонн) и т. д. В провинции также идет промышленное освоение лесных районов.

## История
Доподлинно неизвестно, когда первые вьетнамские поселенцы появились на территории Анзянга. Согласно преданию, проходивший по этим землям известный полководец Нгуенов, Нгуен Хыу Кинь (1650—1700 годы), посетил проживавших здесь своих соплеменников. Он также разрешил некоторым своим солдатам поселиться по берегу реки Меконг в районе Тяудока, Тяуфу, Тантяу, Тёмой с тем, чтобы заниматься здесь земледелием. Большой вклад в освоение этих земель вьетнамским населением сделал еще один знаменитый вьетнамский полководец Тхоай Нгок Хау (1761—1829). С 1818 года он был назначен главой области Виньтхань (современный Анзянг), при нём было развернуто широкое строительство крестьянских домов. Тхоай Нгок Хау также руководил строительством нескольких каналов в этом регионе, что вьетнамскому населению позволило осваивать новые земли.
В начале XIX века территория Анзянга являлась форпостом в борьбе с Таиландом. При Минь Манге, в 1832 году, Анзянг получил статус провинции, став таким образом одной из шести провинций Намбо. По данным министерства гражданских дел, в провинции Анзянг в 1847 году проживало 22 998 совершеннолетних мужчин.
В середине 1860-х годов территория провинции Анзянг была захвачена французами и вошла в состав Кохинхины. В это время провинция именовалась Тяудок (вьет. Châu Đốc).

## Административное деление

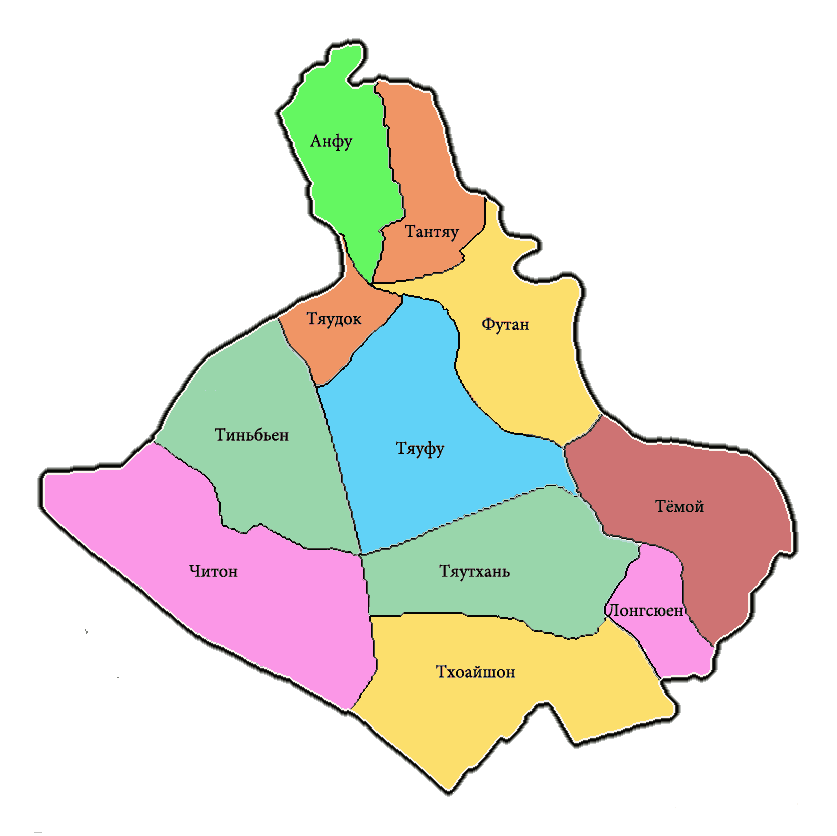
Административное деление провинции Анзянг

| №  | Город / уезд | Вьетнамское написание | Статус                                  | Население, чел. (2009) | Площадь, км² | Плотность, чел./км² |
| -- | ------------ | --------------------- | --------------------------------------- | ---------------------- | ------------ | ------------------- |
| 1  | Лонгсюен     | Long Xuyên            | город провинциального подчинения        | 278 658                | 106,87       | 2607,45             |
| 2  | Тяудок       | Châu Đốc              | город провинциального подчинения        | 111 620                | 104,68       | 1066,3              |
| 3  | Тантяу       | Tân Châu              | административная единица первого уровня | 153 185                | 175,68       | 871,95              |
| 4  | Анфу         | An Phú                | уезд                                    | 177 710                | 226,38       | 785,01              |
| 5  | Футан        | Phú Tân               | уезд                                    | 227 070                | 314,22       | 722,65              |
| 6  | Тяуфу        | Châu Phú              | уезд                                    | 245 102                | 450,89       | 521,03              |
| 7  | Тиньбьен     | Tịnh Biên             | уезд                                    | 120 781                | 355,64       | 339,62              |
| 8  | Читон        | Tri Tôn               | уезд                                    | 133 109                | 600,36       | 221,72              |
| 9  | Тяутхань     | Châu Thành            | уезд                                    | 169 723                | 355,07       | 478,0               |
| 10 | Тёмой        | Chợ Mới               | уезд                                    | 345 200                | 369,28       | 934,79              |
| 11 | Тхоайшон     | Thoại Sơn             | уезд                                    | 180 551                | 468,74       | 385,18              |
|    | Всего        |                       |                                         | 2 142 709              | 3 527,82     | 607,37              |

## Население
Анзянг — одна из самых многонаселённых вьетнамских провинций. Согласно всеобщей переписи 1989 года, население провинции составляло 1 773 666 человек (в 2004 году численность населения провинции достигла цифры в 2 170 100 человек) и включало в себя 17 национальностей. Самые крупными из которых являлись вьеты — 94,3 %; китайцы — 1,009 %; тямы — 0,65 %; кхмеры — 4,04 %. Религиозный состав населения можно представить по переписи сельских жителей (на 2004 г. сельское население составляло 80 % от всего населения провинции): 44,66 % — буддизм; 42,68 % — Хоа Хао; 3,85 % — Као Дай; 3,18 % — христианство (католицизм); 0,64 % — ислам; 2,76 % — другие религиозные верования; 2,24 % — атеизм.
| 1989        | 1993        | 1999        | 2009        | 2011        | 2012        | 2013        | 2014        | 2015        |
| ----------- | ----------- | ----------- | ----------- | ----------- | ----------- | ----------- | ----------- | ----------- |
| 1773,7 тыс. | 1933,8 тыс. | 2049,0 тыс. | 2144,8 тыс. | 2149,3 тыс. | 2151,2 тыс. | 2153,3 тыс. | 2155,8 тыс. | 2158,3 тыс. |